# Копа Америка
Копа Америка (шп. и порт. Copa América) је најважније међународно фудбалско такмичење репрезентација из Јужне Америке, чланица КОНМЕБОЛ-а. То је најстарији сачувани међународни турнир у свету јер се одржава од 1916. године. Сталне земље учеснице су Аргентина, Боливија, Бразил, Чиле, Колумбија, Еквадор, Парагвај, Перу, Уругвај и Венецуела. Два тима из друге конфедерације се позивају и тиме се закључује број учесника. Мексико је регуларан учесник откако је био позван први пут 1993. Не постоји квалификациона фаза, свих десет КОНМЕБОЛ репрезентација имају обезбеђено учешће, а остала два тима са позивницама. 
Ово такмичење је покренуто 1910. (27. мај — 12. јун) као Првенство нација Јужне Америке (шп. Campeonato Sudamericano de Fútbol, порт. Copa Sul-Americana de Futebol) у част 100 годишњице Аргентинске револуције и стицања независности 25. маја 1810. Данашње име носи од 1975. Било је проблема до 1987, јер су изостајале најбоље репрезентације. Тај проблем је решен позивањем Мексика и САД, а касније Хондураса, Костарике и Јапана.

## Резултати
| Првенство Јужне Америке у фудбалу | Првенство Јужне Америке у фудбалу | Првенство Јужне Америке у фудбалу | Првенство Јужне Америке у фудбалу | Првенство Јужне Америке у фудбалу | Првенство Јужне Америке у фудбалу | Првенство Јужне Америке у фудбалу |
| Година                            | Домаћин                           |                                   | Коначан ранг у групи              | Коначан ранг у групи              | Коначан ранг у групи              | Коначан ранг у групи              |
| Година                            | Домаћин                           | Победник                          | Другопласирани                    | Треће место                       | Четврто место                     |                                   |
| --------------------------------- | --------------------------------- | --------------------------------- | --------------------------------- | --------------------------------- | --------------------------------- | --------------------------------- |
| 1916 Детаљи (3)                   | Аргентина                         | · Уругвај                         | · Аргентина                       | · Бразил                          | · Чиле                            |                                   |
| 1917 Детаљи                       | Уругвај                           | · Уругвај                         | · Аргентина                       | · Бразил                          | · Чиле                            |                                   |
| 1919 Детаљи                       | Бразил                            | · Бразил                          | · Уругвај                         | · Аргентина                       | · Чиле                            |                                   |
| 1920 Детаљи                       | Чиле                              | · Уругвај                         | · Аргентина                       | · Бразил                          | · Чиле                            |                                   |
| 1921 Детаљи                       | Аргентина                         | · Аргентина                       | · Бразил                          | · Уругвај                         | · Парагвај                        |                                   |
| 1922 Детаљи                       | Бразил                            | · Бразил                          | · Парагвај                        | · Уругвај                         | · Аргентина                       |                                   |
| 1923 Детаљи                       | Уругвај                           | · Уругвај                         | · Аргентина                       | · Парагвај                        | · Бразил                          |                                   |
| 1924 Детаљи                       | Уругвај                           | · Уругвај                         | · Аргентина                       | · Парагвај                        | · Чиле                            |                                   |
| 1925 Детаљи (1)                   | Аргентина                         | · Аргентина                       | · Бразил                          | · Парагвај                        | n/a                               |                                   |
| 1926 Детаљи                       | Чиле                              | · Уругвај                         | · Аргентина                       | · Чиле                            | · Парагвај                        |                                   |
| 1927 Детаљи                       | Перу                              | · Аргентина                       | · Уругвај                         | · Перу                            | · Боливија                        |                                   |
| 1929 Детаљи                       | Аргентина                         | · Аргентина                       | · Парагвај                        | · Уругвај                         | · Перу                            |                                   |
| 1935 Детаљи (4)                   | Перу                              | · Уругвај                         | · Аргентина                       | · Перу                            | · Чиле                            |                                   |
| 1937 Детаљи                       | Аргентина                         | · Аргентина                       | · Бразил                          | · Уругвај                         | · Парагвај                        |                                   |
| 1939 Детаљи                       | Перу                              | · Перу                            | · Уругвај                         | · Парагвај                        | · Чиле                            |                                   |
| 1941 Детаљи (4)                   | Чиле                              | · Аргентина                       | · Уругвај                         | · Чиле                            | · Перу                            |                                   |
| 1942 Детаљи                       | Уругвај                           | · Уругвај                         | · Аргентина                       | · Бразил                          | · Парагвај                        |                                   |
| 1945 Детаљи (4)                   | Чиле                              | · Аргентина                       | · Бразил                          | · Чиле                            | · Уругвај                         |                                   |
| 1946 Детаљи (4)                   | Аргентина                         | · Аргентина                       | · Бразил                          | · Парагвај                        | · Уругвај                         |                                   |
| 1947 Детаљи                       | Еквадор                           | · Аргентина                       | · Парагвај                        | · Уругвај                         | · Чиле                            |                                   |
| 1949 Детаљи                       | Бразил                            | · Бразил                          | · Парагвај                        | · Перу                            | · Боливија                        |                                   |
| 1953 Детаљи                       | Перу                              | · Парагвај                        | · Бразил                          | · Уругвај                         | · Чиле                            |                                   |
| 1955 Детаљи                       | Чиле                              | · Аргентина                       | · Чиле                            | · Перу                            | · Уругвај                         |                                   |
| 1956 Детаљи (4)                   | Уругвај                           | · Уругвај                         | · Чиле                            | · Аргентина                       | · Бразил                          |                                   |
| 1957 Детаљи                       | Перу                              | · Аргентина                       | · Бразил                          | · Уругвај                         | · Перу                            |                                   |
| 1959 Детаљи                       | Аргентина                         | · Аргентина                       | · Бразил                          | · Парагвај                        | · Перу                            |                                   |
| 1959 Детаљи (4)                   | Еквадор                           | · Уругвај                         | · Аргентина                       | · Бразил                          | · Еквадор                         |                                   |
| 1963 Детаљи                       | Боливија                          | · Боливија                        | · Парагвај                        | · Аргентина                       | · Бразил                          |                                   |
| 1967 Детаљи                       | Уругвај                           | · Уругвај                         | · Аргентина                       | · Чиле                            | · Парагвај                        |                                   |

| 1975. Детаљи | Без фиксног места | · Перу      | 0 : 1 / 2 : 0 Плеј-оф 1 : 0        | · Колумбија | Бразил · Уругвај | н/п (2)           |                    |
| 1979. Детаљи | Без фиксног места | · Парагвај  | 3 : 0 / 0 : 1 Плеј-оф 0 : 0 (прод) | · Чиле      | Бразил · Перу    | н/п (2)           |                    |
| 1983. Детаљи | Без фиксног места | · Уругвај   | 2 : 0 / 1 : 1                      | · Бразил    | Парагвај · Перу  | н/п (2)           |                    |
| 1987. Детаљи | Аргентина         | · Уругвај   | 1 : 0                              | · Чиле      | · Колумбија      | 2 : 1             | · Аргентина        |
| 1989. Детаљи | Бразил            | · Бразил    | 1 : 0                              | · Уругвај   | · Аргентина      | 0 : 0             | · Парагвај         |
| 1991. Детаљи | Чиле              | · Аргентина | 3 : 2                              | · Бразил    | · Чиле           | 1 : 1             | · Колумбија        |
| 1993. Детаљи | Еквадор           | · Аргентина | 2 : 1                              | · Мексико   | · Колумбија      | 1 : 0             | · Еквадор          |
| 1995. Детаљи | Уругвај           | · Уругвај   | 1 : 1 5 : 3 (пен)                  | · Бразил    | · Колумбија      | 4 : 1             | · Сједињене Државе |
| 1997. Детаљи | Боливија          | · Бразил    | 3 : 1                              | · Боливија  | · Мексико        | 1 : 0             | · Перу             |
| 1999. Детаљи | Парагвај          | · Бразил    | 3 : 0                              | · Уругвај   | · Мексико        | 2 : 1             | · Чиле             |
| 2001. Детаљи | Колумбија         | · Колумбија | 1 : 0                              | · Мексико   | · Хондурас       | 2 : 2 5 : 4 (пен) | · Уругвај          |
| 2004. Детаљи | Перу              | · Бразил    | 2 : 2 4 : 2 (пен)                  | · Аргентина | · Уругвај        | 2 : 1             | · Колумбија        |
| 2007. Детаљи | Венецуела         | · Бразил    | 3 : 0                              | · Аргентина | · Мексико        | 3 : 1             | · Уругвај          |
| 2011. Детаљи | Аргентина         | · Уругвај   | 3 : 0                              | · Парагвај  | · Перу           | 4 : 1             | · Венецуела        |
| 2015. Детаљи | Чиле              | · Чиле      | 0 : 0 4 : 1 (пен)                  | · Аргентина | · Перу           | 2 : 0             | · Парагвај         |
| 2016. Детаљи | САД               | · Чиле      | 0 : 0 4 : 2 (пен)                  | · Аргентина | · Колумбија      | 1 : 0             | · Сједињене Државе |
| 2019. Детаљи | Бразил            | · Бразил    | 3 : 1                              | · Перу      | · Аргентина      | 2 : 1             | · Чиле             |
| 2021. Детаљи | Бразил            | · Аргентина | 1 : 0                              | · Бразил    | · Колумбија      | 3 : 2             | · Перу             |
| 2024. Детаљи | САД               | · Аргентина | 1 : 0 продужеци                    | · Колумбија | · Уругвај        | 2 : 2 4 : 3 (пен) | · Канада           |

Скраћеницe:
- пен - пенали
- прод - продужеци

Напомене:
Позвани тимови у курзиву
1 Само су три тима учествовала.
2 Није игран меч за треће место; треће место је дељено.
3 Није се такмичило ни за какав трофеј 1916. Први пут се такмичило 1917. године.
4 Турнир је био додатно издање, без урученог трофеја победнику, али се сматра званичним од КОНМЕБОЛ-а.

## Број освојених првенстава
| Прваци  | Земља     | Године                                                                                         |
| ------- | --------- | ---------------------------------------------------------------------------------------------- |
| 16 пута | Аргентина | 1921, 1925, 1927, 1929, 1937, 1941, 1945, 1946, 1947, 1955, 1957, 1959, 1991, 1993, 2021, 2024 |
| 15 пута | Уругвај   | 1916, 1917, 1920, 1923, 1924, 1926, 1935, 1942, 1956, 1959, 1967, 1983, 1987, 1995, 2011       |
| 9 пута  | Бразил    | 1919, 1922, 1949, 1989, 1997, 1999, 2004, 2007, 2019                                           |
| 2 пута  | Парагвај  | 1953, 1979                                                                                     |
| 2 пута  | Перу      | 1939, 1975                                                                                     |
| 2 пута  | Чиле      | 2015, 2016                                                                                     |
| 1 пут   | Колумбија | 2001                                                                                           |
| 1 пут   | Боливија  | 1963                                                                                           |

## Учешће на турниру
| Наступа | Земља                             |
| ------- | --------------------------------- |
| 44      | Уругвај                           |
| 42      | Аргентина                         |
| 39      | Чиле                              |
| 37      | Парагвај                          |
| 36      | Бразил                            |
| 32      | Перу                              |
| 28      | Еквадор                           |
| 27      | Боливија                          |
| 22      | Колумбија                         |
| 18      | Венецуела                         |
| 10      | Мексико                           |
| 5       | Костарика                         |
| 4       | Сједињене Државе                  |
| 2       | Јамајка · Јапан                   |
| 1       | Катар · Панама · Хаити · Хондурас |

## Општа статистика
| Репрезентација | Репрезентација   | ИГ  | Д   | Н  | ИЗ | ГД  | ГП  | РЗЛ  |
| -------------- | ---------------- | --- | --- | -- | -- | --- | --- | ---- |
| 1              | Аргентина        | 195 | 122 | 40 | 33 | 462 | 179 | +283 |
| 2              | Уругвај          | 201 | 110 | 36 | 55 | 406 | 220 | +186 |
| 3              | Бразил           | 184 | 103 | 37 | 44 | 418 | 201 | +217 |
| 4              | Чиле             | 183 | 66  | 31 | 86 | 288 | 311 | −23  |
| 5              | Парагвај         | 172 | 62  | 42 | 68 | 256 | 297 | −41  |
| 6              | Перу             | 154 | 56  | 37 | 61 | 220 | 241 | −21  |
| 7              | Колумбија        | 117 | 47  | 22 | 48 | 135 | 184 | −49  |
| 8              | Боливија         | 115 | 20  | 26 | 69 | 106 | 288 | −182 |
| 9              | Еквадор          | 121 | 16  | 23 | 82 | 129 | 318 | −189 |
| 10             | Мексико          | 48  | 19  | 13 | 16 | 66  | 62  | +4   |
| 11             | Венецуела        | 66  | 8   | 15 | 43 | 50  | 174 | −124 |
| 12             | Костарика        | 17  | 5   | 3  | 9  | 17  | 31  | −14  |
| 13             | Сједињене Државе | 18  | 5   | 2  | 11 | 18  | 29  | −11  |
| 14             | Хондурас         | 6   | 3   | 1  | 2  | 7   | 5   | +2   |
| 15             | Панама           | 3   | 1   | 0  | 2  | 4   | 10  | −6   |
| 16             | Јапан            | 6   | 0   | 3  | 3  | 6   | 15  | −9   |
| 17             | Катар            | 3   | 0   | 1  | 2  | 2   | 5   | −3   |
| 18             | Јамајка          | 6   | 0   | 0  | 6  | 0   | 9   | −9   |
| 19             | Хаити            | 3   | 0   | 0  | 3  | 1   | 12  | −11  |

ИГ = Играо утакмица; Д = Добио; Н = Нерешено; ИЗ = Изгубио; ГД = Голова дао; ГП = Голова примио; РЗЛ = Разлика

## Распоред домаћина првенства
| Домаћин | Земља            | Године                                               |
| ------- | ---------------- | ---------------------------------------------------- |
| 9 пута  | Аргентина        | 1916, 1921, 1925, 1929, 1937, 1946, 1959, 1987, 2011 |
| 7 пута  | Уругвај          | 1917, 1923, 1924, 1942, 1956, 1967, 1995             |
| 7 пута  | Чиле             | 1920, 1926, 1941, 1945, 1955, 1991, 2015             |
| 6 пута  | Перу             | 1927, 1935, 1939, 1953, 1957, 2004                   |
| 6 пута  | Бразил           | 1919, 1922, 1949, 1989, 2019, 2021                   |
| 3 пута  | Еквадор          | 1947, 1959, 1993                                     |
| 2 пута  | Боливија         | 1963, 1997                                           |
| 1 пут   | Колумбија        | 2001                                                 |
| 1 пут   | Парагвај         | 1999                                                 |
| 1 пут   | Венецуела        | 2007                                                 |
| 1 пут   | Сједињене Државе | 2016                                                 |
| 3 пута  | Без домаћина     | 1975, 1979, 1983                                     |

## Најбољи стрелци
- 1916 : Исабелино Градин ( Уругвај) : 3 гола
- 1917 : Анхел Романо ( Уругвај) : 4 гола
- 1919 : Неко ( Бразил), Артур Фрајнрајх ( Бразил) : 4 гола
- 1920 : Анхел Романо ( Уругвај), Хосе Перез ( Уругвај) : 3 гола
- 1921 : Хулио Либонати ( Аргентина) : 3 гола
- 1922 : Хуан Франкија ( Аргентина) : 4 гола
- 1923 : Педро Петроне ( Уругвај), Валдино Агире ( Аргентина) : 3 гола
- 1924 : Педро Петроне ( Уругвај) : 4 гола
- 1925 : Мануел Сеоане ( Аргентина) : 6 голова
- 1926 : Давид Арељано ( Чиле) : 7 голова
- 1927 : Адолфо Карикабери ( Аргентина), Сегундо Луна ( Аргентина), Ектор Скароне ( Уругвај), Педро Петроне ( Уругвај), Роберто Фигероа ( Уругвај) : 3 гола
- 1929 : Аурелио Гонзалез ( Парагвај) : 5 голова
- 1935 : Ерминио Масантонио ( Аргентина) : 4 гола
- 1937 : Раул Торо ( Чиле) : 7 голова
- 1939 : Теодоро Фернандез ( Перу) : 7 голова
- 1941 : Хуан Марвези ( Аргентина) : 5 голова
- 1942 : Ерминио Масантонио ( Аргентина), Хосе Мануел Морено ( Аргентина) : 7 голова
- 1945 : Норберто Мендез ( Аргентина), Елено де Фреитас ( Бразил) : 6 голова
- 1946 : Хосе Марија Медина ( Уругвај) : 7 голова
- 1947 : Николас Фалеро ( Уругвај) : 8 голова
- 1949 : Жаир Роза Пинто ( Бразил) : 9 голова
- 1953 : Франсиско Молина ( Чиле) : 7 голова
- 1955 : Родолфо Мичели ( Аргентина) : 8 голова
- 1956 : Енрике Ормазабал ( Чиле) : 4 гола
- 1957 : Умберто Маскио ( Аргентина), Хавијер Амброис ( Уругвај) : 9 голова
- 1959-1 : Пеле ( Бразил) : 8 голова
- 1959-2 : Хосе Санфилипо ( Аргентина) : 5 голова
- 1963 : Карлос Алберто Рафо ( Еквадор) : 6 голова
- 1967 : Луис Артиме ( Аргентина) : 5 голова
- 1975 : Леополдо Луке ( Аргентина), Ернесто Дијаз ( Колумбија) : 4 гола
- 1979 : Хорхе Передо ( Чиле), Еухенио Морел ( Парагвај) : 4 гола
- 1983 : Карлос Агилера ( Уругвај), Хорхе Буручага ( Аргентина), Роберто Динамите ( Бразил) : 3 гола
- 1987 : Арнолдо Игваран ( Колумбија) : 4 гола
- 1989 : Бебето ( Бразил) : 6 голова
- 1991 : Габријел Батистута ( Аргентина) : 6 голова
- 1993 : Хосе Луис Долхета ( Венецуела) : 4 гола
- 1995 : Габријел Батистута ( Аргентина), Луис Гарсија Постиго ( Мексико) : 4 гола
- 1997 : Луис Ернандез ( Мексико) : 6 голова
- 1999 : Роналдо, Ривалдо ( Бразил) : 5 голова
- 2001 : Виктор Аристизабал ( Колумбија) : 6 голова
- 2004 : Адријано ( Бразил) : 7 голова
- 2007 : Робињо ( Бразил) : 6 голова
- 2011 : Хосе Паоло Гереро ( Перу) : 5 голова
- 2015 : Хосе Паоло Гереро ( Перу), Едуардо Варгас ( Чиле) : 4 гола
- 2016 : Едуардо Варгас ( Чиле) : 6 голова
- 2019 : Евертон Соареш ( Бразил), Паоло Гереро ( Перу) : 3 гола
- 2021 : Лионел Меси ( Аргентина), Луис Дијаз ( Колумбија) : 4 гола
- 2024 : Лаутаро Мартинез ( Аргентина), 5 голова

## Укупно најбољи стрелци
17 Голова
- Норберто Мендез
- Зизињо

15 Голова
- Северино Варела
- Теодоро Фернандез

13 Голова
- Габријел Батистута
- Адемир
- Жаир
- Хектор Скароне
- Хосе Мануел Морено

12 Голова
- Роберто Порта
- Анхел Романо

11 Голова
- Херминио Масантонио
- Виктор Угарте

10 Голова
- Роналдо
- Оскар Гомез
- Хектор Кастро
- Диди
- Енрике Хормазабал
- Арнолдо Игуаран
- Анхел Лабруна